# Pietro Andrea Mattioli

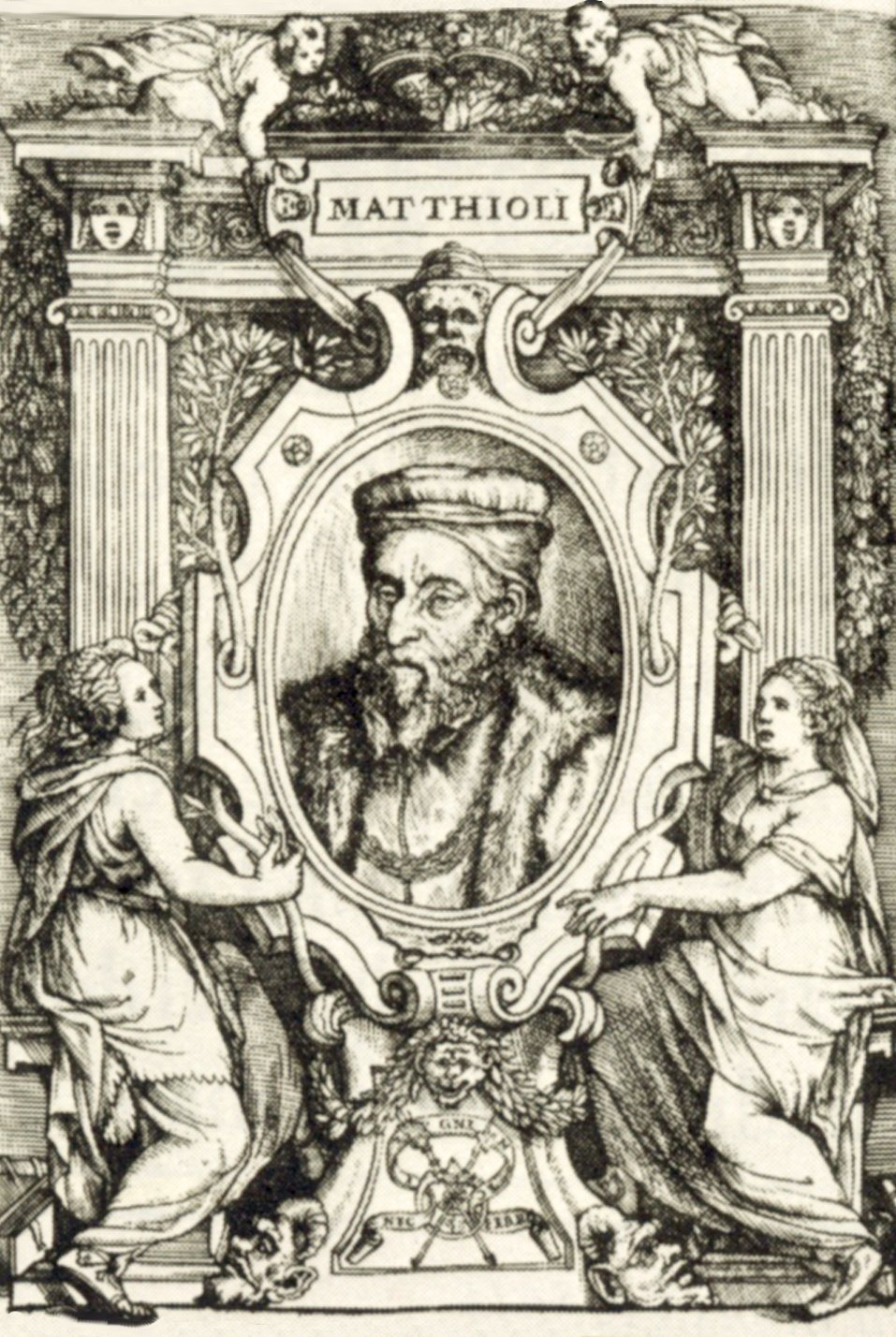
Vyobrazení z Mattioliho knihy Epistolarum Medicinalium libri quinque vydané roku 1561 Jiřím Melantrichem z Aventina

Pietro Andrea Gregorio Mattioli (též Matthiolus, Matthioli někdy počeštěně Petr Ondřej Matthioli) (23. března 1501, Siena – 1577, Trident) byl významný renesanční lékař a botanik italského původu.
Dětství trávil v Sieně a Benátkách, medicínu studoval na univerzitě v Padově, ale s učitelem a chirurgem Caravitou navštívil i jiné italské univerzity, například Římskou univerzitu. Studia dokončil roku 1523.
Jako lékař působil v Sieně, Římě, Tridentu (jako osobní lékař zdejšího biskupa) a v Gorizii, kam byl povolán ve čtyřicátých letech. V tomto městě se věnoval italskému překladu známého latinského díla De materia medica od antického učence a lékaře Pedacia Dioskúrida z Anazarby.

## Působení v Praze
Od roku 1554 žil Mattioli v Praze, kam byl povolán jako osobní lékař arciknížete Ferdinanda Tyrolského, v letech 1547–66 českého místodržícího. V Praze publikoval u Jiřího Melantricha z Aventina roku 1561 své lékařské dopisy v knize nazvané Epistolarum Medicinalium libri quinque (Pět knih lékařských dopisů) a o rok později rozšířený český překlad své knihy Herbář neboli Bylinář. Roku 1563 pak v téže tiskárně vychází německý překlad tohoto díla, které vyšlo poprvé roku 1544 italsky a o deset let později, roku 1554 v Benátkách také latinsky.
Toto nejvýznamnější Mattioliho dílo vyšlo poté ještě mnohokrát a je vydáváno v podstatě až do současnosti. Herbář vznikl původně jako komentář Dioskůridova již zmiňovaného díla De materia medica. Mattioli jej však neustále rozšiřoval, takže každé následující vydání z doby jeho života je obsáhlejší než předchozí.
Roku 1564 vydal Mattioli u Melantricha knihu De peste liber v níž se věnuje problematice morové nákazy. Svůj odborný zájem věnoval také výzkumu a léčení syfilidy.
Spolu s Ferdinandem Tyrolským odchází roku 1564 do Tyrol na zámek Ambras. Působil však též jako lékař Maxmiliána II. Zemřel v roce 1578 v Tridentu při cestě do Říma, neboť se zde nakazil morem.

## Zajímavost
Jméno Pietra Mattioliho bylo umístěno pod okny Národního muzea v Praze spolu s mnoha dalšími, viz 72 jmen na budově Národního muzea.